# Thermopsis dahurica
Thermopsis dahurica är en ärtväxtart som beskrevs av Z.V. Czefranova. Thermopsis dahurica ingår i släktet lupinväpplingar, och familjen ärtväxter. Inga underarter finns listade i Catalogue of Life.